# Coimá
Coimá (Kohima) é uma cidade da Índia do estado de Nagalândia.

## História
Na década de 1840, os britânicos começaram a se estabelecer no território, mas encontraram oposição dos nagas. Em 1944, durante a Segunda Guerra Mundial, a Batalha de Coimá opôs japoneses e britânicos, dando a vitória a estes últimos. Em 1963, Coimá foi escolhida para se tornar a capital do novo estado de Nagalândia. De acordo com o censo indiano de 2011, ele totalizou 267,988 pessoas.